# Afro-equatorianos
Os afro-equatorianos são um grupo étnico do Ecuador descendentes de africanos escravizados pelos espanhóis durante a sua conquista do Ecuador dos Incas. Eles formam 7,2% da população do país.
A cultura afro-equatoriana é encontrada primariamente na região costeira do Noroeste do país; a maioria da população (70%) pode ser encontrada na província de Esmeraldas e no Valle del Chota na província de Imbabura. Eles também podem ser encontrados em Quito e Guaiaquil. Sua influência cultural mais conhecida fora do Ecuador é um tipo distinto de música marimba.

## Afro-ecuatorianos famosos
- Nelson Estupiñán Bass (1913-2002), nascido in Súa, Esmeraldas; autor; sua obra expressava sua grande preocupação com o povo afro-equatoriano e com a sociedade equatoriana; obras incluem El Ultimo Rio (1966), Cuando los Guayacanes florecían (1954), El crepusculo (1993), Timarán y Cuabú (1956), Las tres carabelas (1973), Toque de Queda (1978), El desempate (1980), Viaje alrededor de la poesía negra (1982), e Los canarios pintaron el aire amarillo (1993)[2]
- Monica Chala, primeira afro-equatoriana a ganhar o concurso de beleza Miss Ecuador beauty, em 1996
- Agustin Delgado, jogador de futebol de Juncal; assinou um contrato de $3.5 milhões com o time de Southampton, Inglaterra em 2001
- Giovanny Espinoza, jogador de futebol
- Jaime Hurtado, de Guaiaquil; conhecido por lutar pelos direitos da classe trabalhadora do Ecuador; fundador e líder do Movimiento Popular Democrático (MPD); assassinado no inverno de 1999[3]
- Lady Mina, Miss Ecuador 2010; quarta mulher de ascendência africana a ser coroada Miss Ecuador (a primeira foi em 1996, a segunda em 1998 e a terceira, Denisse Rodriguez Quiñónez, em 2006)
- Alex Quiñónez, corredor olímpico; finalista em 200-metros nas Olimpíadas de 2012
- Alberto Spencer, artilheiro da Copa Libertadores
- Antonio Valencia, jogador do Manchester United e da seleção equatoriana
- Enner Valencia, jogador do West Ham United e da seleção equatoriana